# Liste der Naturdenkmale in Niederfischbach
Die Liste der Naturdenkmale in Niederfischbach nennt die im Gemeindegebiet von Niederfischbach ausgewiesenen Naturdenkmale (Stand 15. Februar 2024).

## Naturdenkmale
| Nr.         | Bezeichnung                            | Lage                                                                       | Beschreibung                                 | Bild                                    |
| ----------- | -------------------------------------- | -------------------------------------------------------------------------- | -------------------------------------------- | --------------------------------------- |
| ND-7132-410 | Eichengruppe in Niederfischbach        | Niederfischbach, Mühlenhardtstraße, gegenüber Nr. 33 Lage                  | Quercus sp.                                  | Direkt Bild zu diesem Denkmal hochladen |
| ND-7132-420 | Alte Kastanie auf dem Grundstück Weyel | Eicherhof, Eisenstraße, hinter Nr. 4 Lage                                  | Aesculus hippocastanum                       | Direkt Bild zu diesem Denkmal hochladen |
| ND-7132-426 | Grenzbuche im Ortsteil Oberasdorf      | Oberasdorf, südlich des Ortes; Distrikt Hinten in der Walkenmühle Lage     | Fagus sylvatica                              | Direkt Bild zu diesem Denkmal hochladen |
| ND-7132-427 | Laubholzgruppe am Höhkreuz             | Niederfischbach, nordwestlich des Ortes; Distrikt Im Wittenhofs Acker Lage | Quercus sp., ein Baum; Tilia sp., drei Bäume | Direkt Bild zu diesem Denkmal hochladen |